# Dupont (Pennsylvanie)
Pour les articles homonymes, voir Dupont ou Dupond.
Dupont est un borough situé au nord-est du comté de Luzerne, en Pennsylvanie, aux États-Unis,. En 2010, il comptait une population de 2 711 habitants, estimée au 1er juillet 2020 à 2 732 habitants. Le borough est incorporé le 26 mai 1917.

## Démographie
Lors du recensement de 2010, le borough comptait une population de 2 711 habitants. Elle est estimée, en 2020, à 2 732 habitants.

### Source de la traduction
- (en) Cet article est partiellement ou en totalité issu de l’article de Wikipédia en anglais intitulé « Dupont, Pennsylvania » (voir la liste des auteurs).